# Pieter Andriessen
Pieter Andriessen (Essen, 1943 – 17 mei 2005) was een Vlaams musicoloog.
Hij was van april 1991 tot 2000 nethoofd van de Vlaamse zender Radio 3 die sinds 2001 Klara (Klassieke Radio) heet. Bij de overgang van Radio 3 naar Klara eind 2000 werd hij opgevolgd door aan Walter Couvreur. Begin 2001 ging hij met pensioen.
Daarnaast was Andriessen leraar muziekgeschiedenis aan de Academie voor Schone Kunsten in Antwerpen en aan het Muziekconservatorium van Leuven.
Met zijn programma Musica Antiqua speelde Andriessen een belangrijke rol in de spraakmakende oude-muziekbeweging in Vlaanderen. Hij werkte als producer samen met musici zoals Paul Van Nevel, Jos Van Immerseel en Philippe Herreweghe. Samen met Sigiswald Kuijken stond hij aan de wieg van het barokorkest La Petite Bande.
Andriessen tekende voor heel wat Musica Antiqua-opnamen bij verschillende opnamelabels. De opnamen van Ciconia, het Nederlandse polyfone lied en de Orfeusmythe werden bekroond met de “Innsbrucker Radiopreis für die Interpretation alten Musik”.
Andriessen trad ook op als raadgever voor de programmatie van het Festival Musica Antiqua in Brugge en schreef in opdracht van dit festival, de geschiedenis van de muziek in Brugge, van de 13de tot de 18de eeuw.

## Publicaties
- Mozart in België (Mercatorfonds)
- Carel Hacquart (Kon. Academie Gent)
- Het concerto van de barok tot de klassiek (De Monte, 1976)
- De Orfeusmythe in de muziek (BRTN, 1983)
- Muziek Zien, 3 dl, Artis-Historia (hoofdredactie) (1985-1991)
- Muziekuitgave: De Triomfeerende Min van Carel Hacquart (Alamire, 1997)
- Die van Muziken gheerne horen. Muziek in Brugge 1200-1800, Brugge, 2002